# Pieczarowiec
Pieczarowiec (Heteropsomys) – wymarły rodzaj ssaków z podrodziny pieczarowców (Heteropsomyinae) w obrębie rodziny kolczakowatych (Echimyidae).

## Zasięg występowania
Rodzaj obejmował gatunki występujące na Portoryko.

## Systematyka
Rodzaj zdefiniował w 1916 roku amerykański teriolog i paleontolog Harold Elmer Anthony na łamach Annals of the New York Academy of Sciences. Na gatunek typowy Anthony wyznaczył (oznaczenie monotypowe) pieczarowca portorykańskiego (H. insulans).

### Etymologia
- Heteropsomys (Neopsomys): gr. ἑτερος heteros ‘różny, inny’; ωψ ōps, ωπος ōpos ‘wygląd, oblicze’; μυς mus, μυος muos ‘mysz’[1].
- Homopsomys: gr. ὁμως homōs ‘podobny, taki sam’; ωψ ōps, ωπος ōpos ‘wygląd, oblicze’; μυς mus, μυος muos ‘mysz’[3]. Typ nomenklatoryczny (oznaczenie monotypowe): †Homopsomys antillensis Anthony, 1917.

### Podział systematyczny
Do rodzaju należały następujące gatunki:
- Heteropsomys antillensis (Anthony, 1917) – pieczarowiec antylski
- Heteropsomys insulans Anthony, 1916 – pieczarowiec portorykański